# Martyn Williams
Martyn Elwyn Williams (Pontypridd, 1º settembre 1975) è un rugbista a 15 gallese che gioca nel ruolo di flanker.